# Silvanolomus pullus
Silvanolomus pullus is een keversoort uit de familie spitshalskevers (Silvanidae). De wetenschappelijke naam van de soort werd in 1898 gepubliceerd door Edmund Reitter.